# Marcos García Barreno
Marcos García Barreno dit Marquitos est un footballeur espagnol né le 21 mars 1987 à Sant Antoni de Portmany, qui évolue au poste de milieu gauche pour le Miedź Legnica.

## Palmarès

### Club
- Villarreal CF
  - 2004-2005 : Coupe Intertoto (3 matchs)